# エリザベータ (小惑星)
エリザベータ (412 Elisabetha) は、小惑星帯に位置する大きな小惑星である。
マックス・ヴォルフがハイデルベルクで発見し、発見者の母親であるエリザベート・ヴォルフにちなんで命名された。